# Mixophyes fasciolatus
Mixophyes fasciolatus — вид безхвостих земноводних родини Австралійські жаби (Myobatrachidae).

## Поширення
Вид поширений у тропічних та помірних лісах на сході Австралії. Трапляється поблизу водойм.

## Опис
Жаба завдовжки до 8 см з сильними та довгими ногами. Верхня частина тіла темно-коричнева, нижня — біла. Лапи жовті з чотирма чорними смігами на стегнах. Чорна смуга проходить від ніздрів через око і закінчується над вушною порожниною.

## Спосіб життя
Вид мешкає у вологих та відкритих лісах поблизу струмків та ставків. Спаровування відбувається у воді. Після запліднення самиця відкладає ікру на березі водойми у вологому місці. Після першого ж дощу яйця вимиються у водойму, де виводяться пуголовки.